# Albuñol
Albuñol ist eine Gemeinde in der Provinz Granada im Südosten Spaniens mit 7.357 Einwohnern (Stand: 2024). Die Gemeinde liegt in der Comarca Costa Tropical.

## Geografie
Die Gemeinde grenzt an die Gemeinden Adra (Provinz Almería), Albondón, Murtas, Sorvilán und Turón. Sie besitzt auch einen Küstenstreifen am Mittelmeer.

## Geschichte
Es war eine Siedlung in der Zeit des Römischen Reiches und eine wichtige landwirtschaftlichen Stadt in der Zeit von Al-Andalus. Nach der Vertreibung der Mauren wanderten Personen aus anderen Regionen Spaniens ein.